# Antoine Deparcieux
Antoine Deparcieux (Peyremale, 28 de outubro de 1703 – Paris, 2 de setembro de 1768) foi um matemático francês. Nasceu em Cessoux parish, Peyremale, uma pequena aldeia perto de Nimes no sul de França, no seio de uma família pobre. O seu pai, Jean-Antoine Deparcieux e a sua mãe Jeanne Donzel, eram camponeses. Com a morte do pai quando Antoine tinha apenas doze anos, foi colocado à guarda do seu irmão mais velho Pierre. A educação inicial de Antoine foi dada pelo pároco de Peyremale, sendo depois administrada pela escola dos jesuítas de Ale.
Em 1746 publicou Essai sur les probabilités de la durée de la vie humaine (Ensaio sobre as probabilidades da duração da Vida Humana).
Como matemático e físico, pode ser considerado, depois de Edmond Halley e Struyck, um dos fundadores da estimativa da longevidade.

## Realizações
Essai sur les probabilités, 1746.
Entre suas construções estavam:
- Uma máquina para levantar água no castelo de Crécy
- Uma bomba para o castelo de Arnouville
- Uma prensa para a produção de tabaco

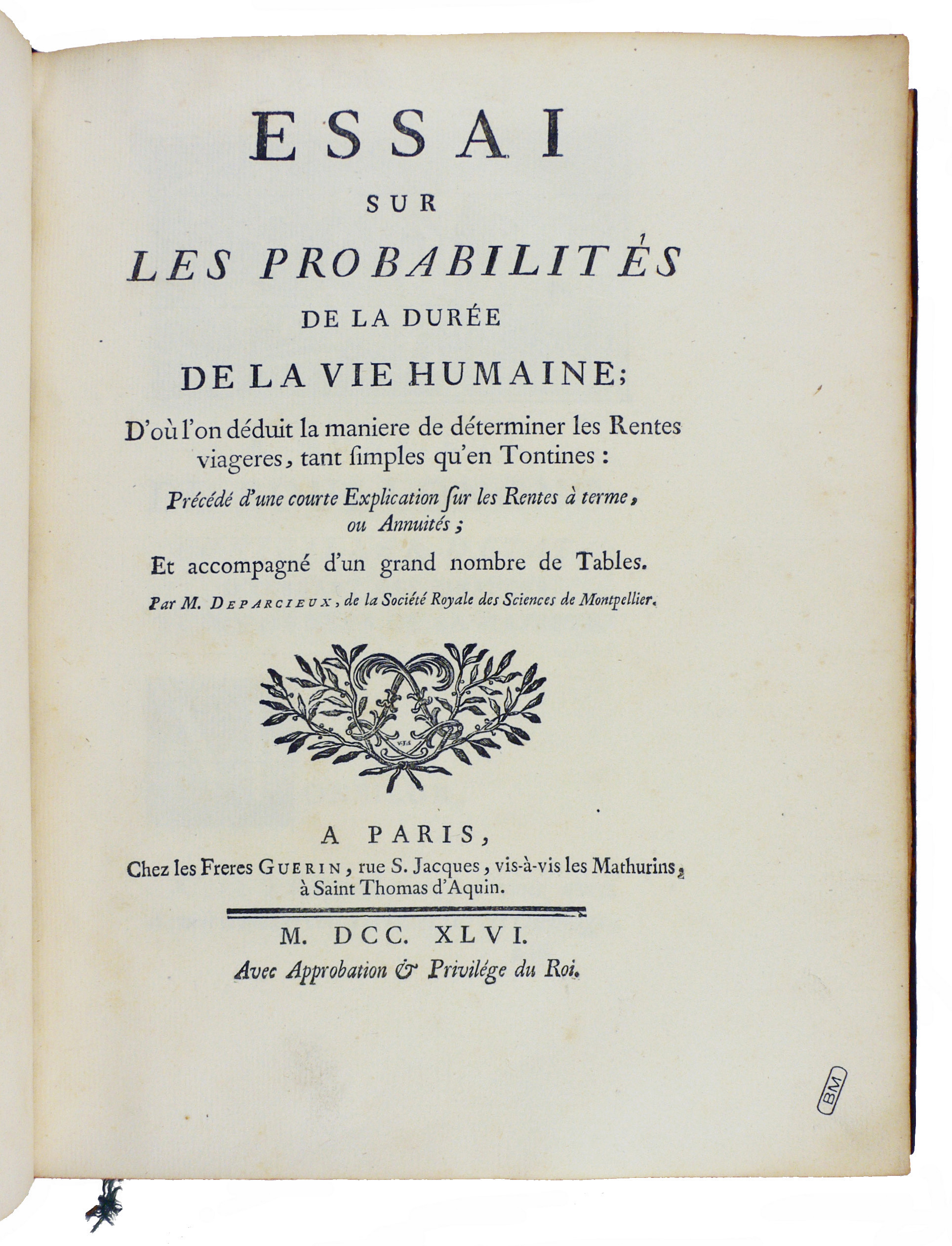
Essai sur les probabilités, 1746

Ele também publicou muitos trabalhos, incluindo:
- Traité de trigonométrie rectiligne et sphérique (1738), aprovado pela Academia de Ciências
- Nouveau traité de trigonométrie, (avec table des sinus et logarithmes) (1740)
- Traité complet de Gnomonique (1741)
- Essai sur les probabilités de la durée de la vie humaine (1746) ("Ensaio sobre as probabilidades da vida humana"), que é o trabalho pelo qual ele é mais conhecido
- Mémoire sur la courbure des ondes (1747)

Em 1758, Deparcieux foi eleito membro estrangeiro da Real Academia Sueca de Ciências .